# 南韩村镇
南韩村镇，是中华人民共和国河北省保定市满城区下辖的一个乡镇级行政单位。

## 行政区划
南韩村镇下辖以下地区：
南韩村、市庄村、疙瘩屯村、孙村、西苟村、东苟村、宋家屯村、大贾村、良贾村、大固店村、段旺村、西原村、西原坡村、西原屯村、东原村、后屯村、南辛庄村、南原村、尹固村、东堤北村、中堤北村、西堤北村、东村和后村。